# Paradidyma atatula
Paradidyma atatula är en tvåvingeart som först beskrevs av Walker 1853.  Paradidyma atatula ingår i släktet Paradidyma och familjen parasitflugor. Inga underarter finns listade i Catalogue of Life.